# Boubekeur Benbouzid
 (avril 2016).
Boubekeur Benbouzid (en arabe : أبو بكر بن بوزيد), né le 20 mars 1954 à Aïn Beida (près d'Oum El Bouaghi en Algérie), est un ancien ministre et homme politique algérien, membre du RND.

## Biographie
Boubakeur Benbouzid est titulaire d'un baccalauréat “techniques mathématiques” du lycée Tewfik Khaznadar à Constantine. En 1974. Il a été orienté vers ce lycée en raison de ses excellentes notes en Mathématiques et en Physique. Il a bénéficié d'une bourse pour faire des études supérieures en Union soviétique. Il a passé une année à Leningrad pour apprendre la langue russe. Il part ensuite poursuivre ses études à l'Université nationale polytechnique d'Odessa où il obtient un Ingéniorat en radiotechnique en 1980, puis un Master et un PhD en automatisme en 1984.
À son retour en Algérie, il est nommé maître assistant à l’Université de Blida en 1985, puis maître de conférences en 1986. Il est élu, en 1987, président du conseil scientifique. En 1989, il accède au grade de professeur d'université et se voit nommer vice-recteur. Il devient recteur de l’Université de Blida en 1991.
Il quitte le FLN pour rejoindre un nouveau parti politique, le RND. Il entre au gouvernement en 1993.
En 2012, il est nommé par le Président Abdelaziz Bouteflika membre du Conseil de la Nation après avoir été, durant presque 20 ans, membre des gouvernements successifs, dont 14 ans à la tête du Ministère de l'Éducation nationale.

## Fonctions
- 1993-1994 : Ministre délégué aux Universités et à la Recherche scientifique.
- 1994-1997 : Ministre de l’Enseignement supérieur et de la Recherche scientifique.
- 1997-2002 : Ministre de l'Éducation nationale.
- 2002-2003 : Ministre de la Jeunesse et des Sports.
- 2003-2012 : Ministre de l'Éducation nationale.
- 2013-2019 : Membre du Conseil de la Nation (Sénat).
- 1997 et 2007 : Élu député à l'assemblée populaire nationale (RND).